# ویلیام کوپر (قایقران قایق بادبانی)
ویلیام کوپر (انگلیسی: William Cooper; ۴ اوت ۱۹۱۰ – ۲۸ مارس ۱۹۶۸) قایقران قایق بادبانی اهل ایالات متحده آمریکا بود.